# Achille Fazzari

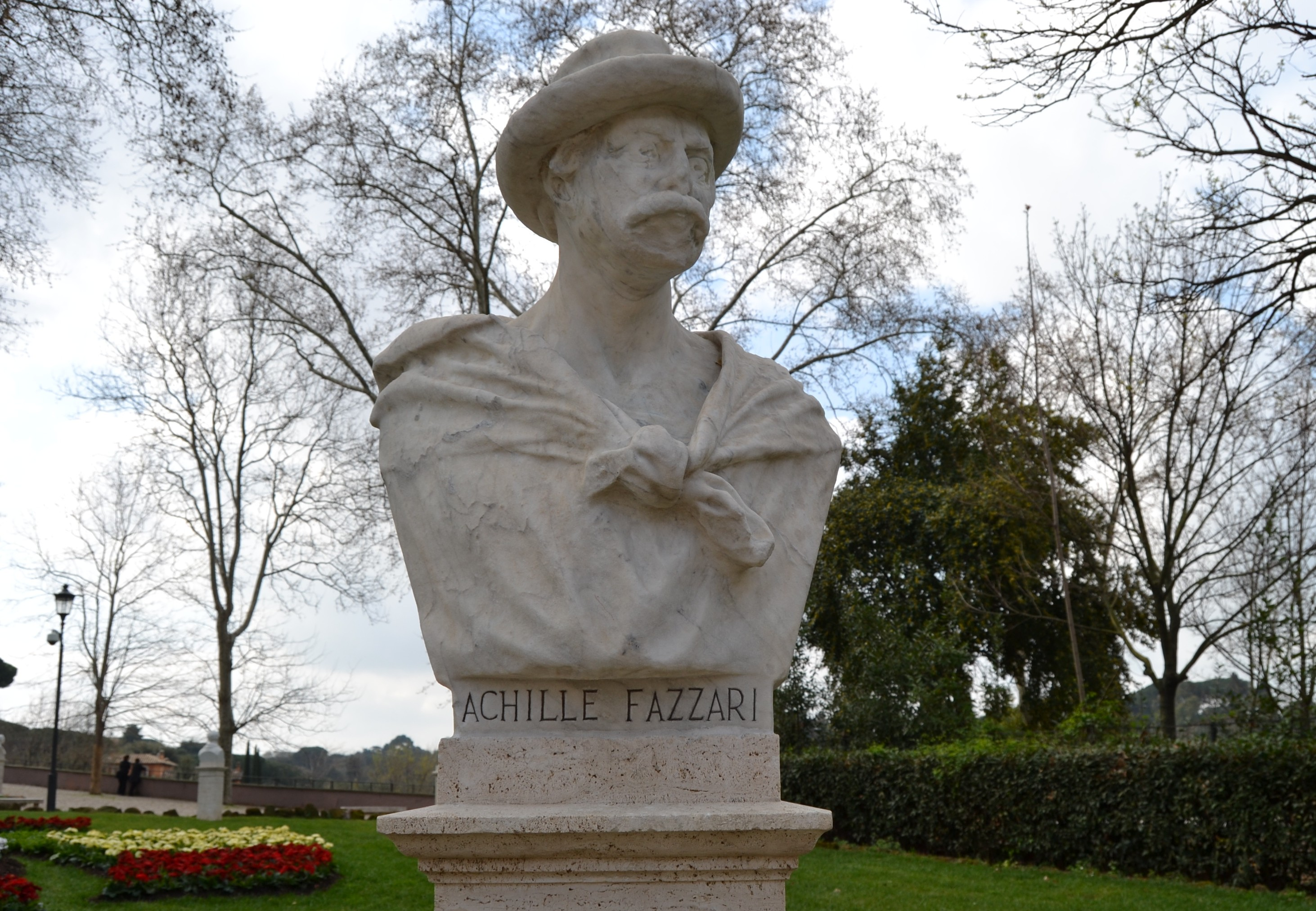
Busto di Achille Fazzari sul Gianicolo

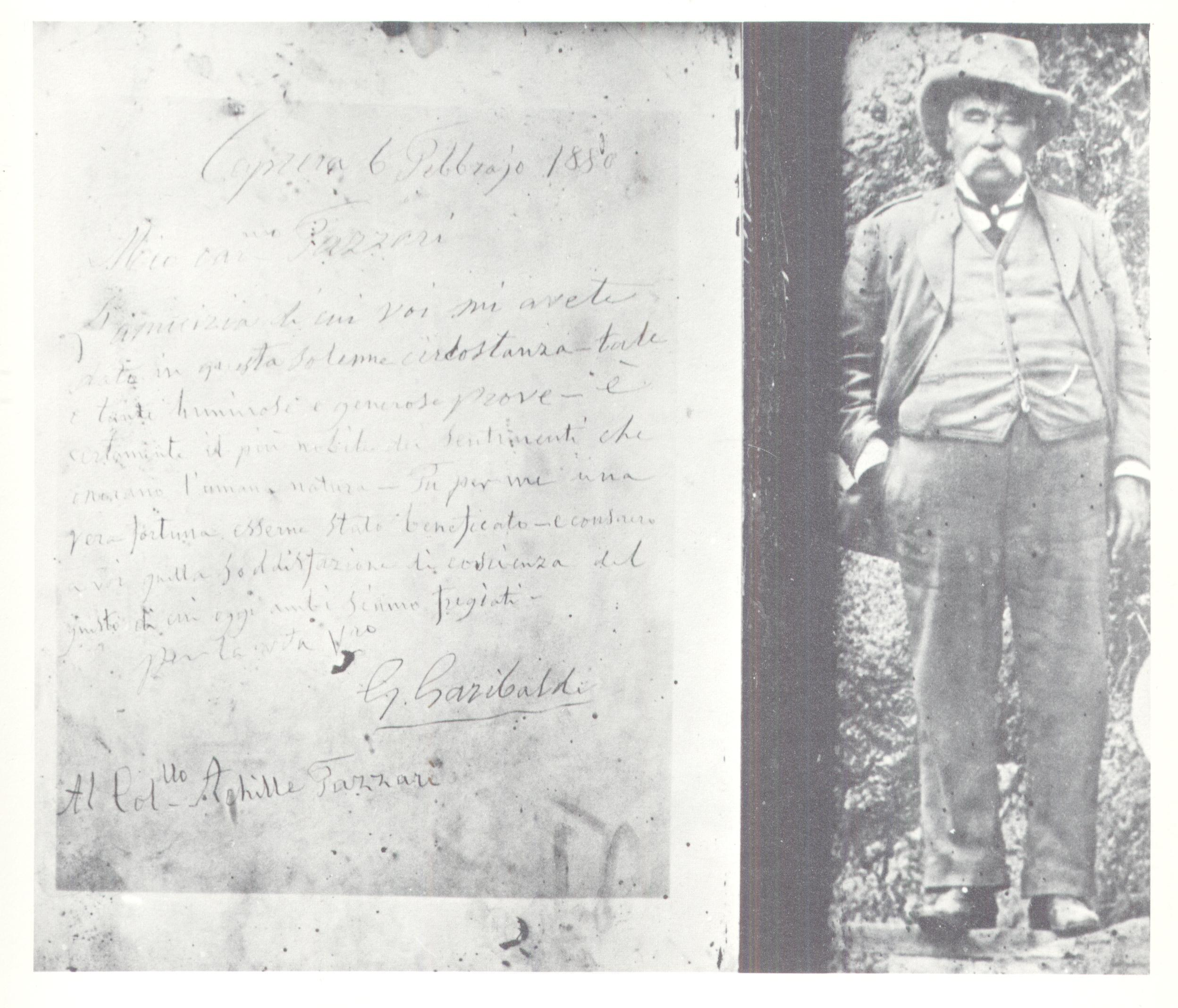
Mio Car.mo Fazzari, l’amicizia di cui voi mi avete data in questa solenne circostanza tali e tante luminose e generose prove. È certamente il più nobile dei sentimenti che onorano l’umana natura. Fu per me una vera fortuna esserne stato beneficiato. E consacrato a Voi quella soddisfazione di coscienza del giusto di cui oggi ambi siamo fregiati. Per la vita V.ro G.Garibaldi. Al Col.llo Achille Fazzari. (Jorfida)

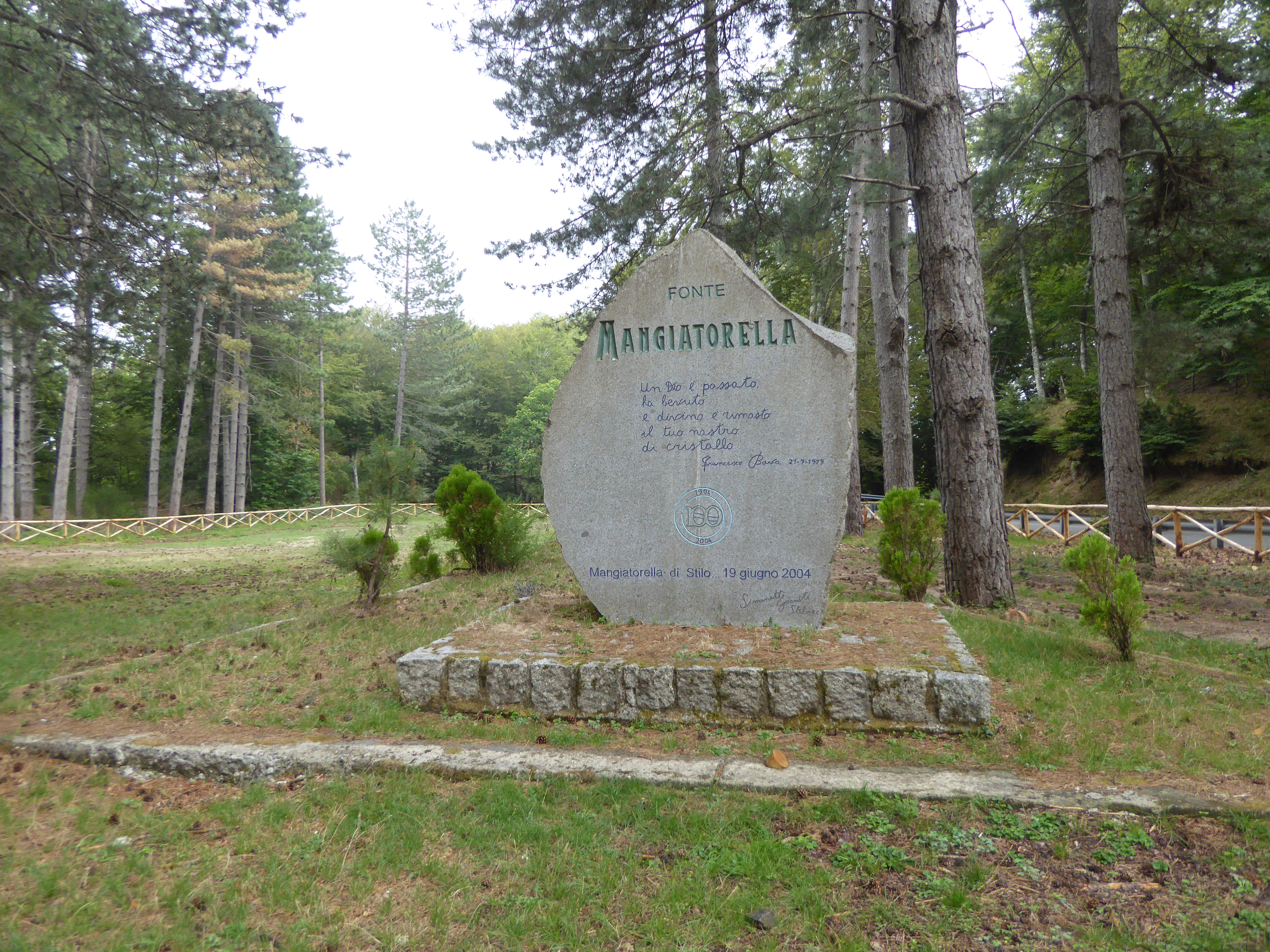
Pietra commemorativa per il centenario della nascita dell'azienda Mangiatorella 1904-2004

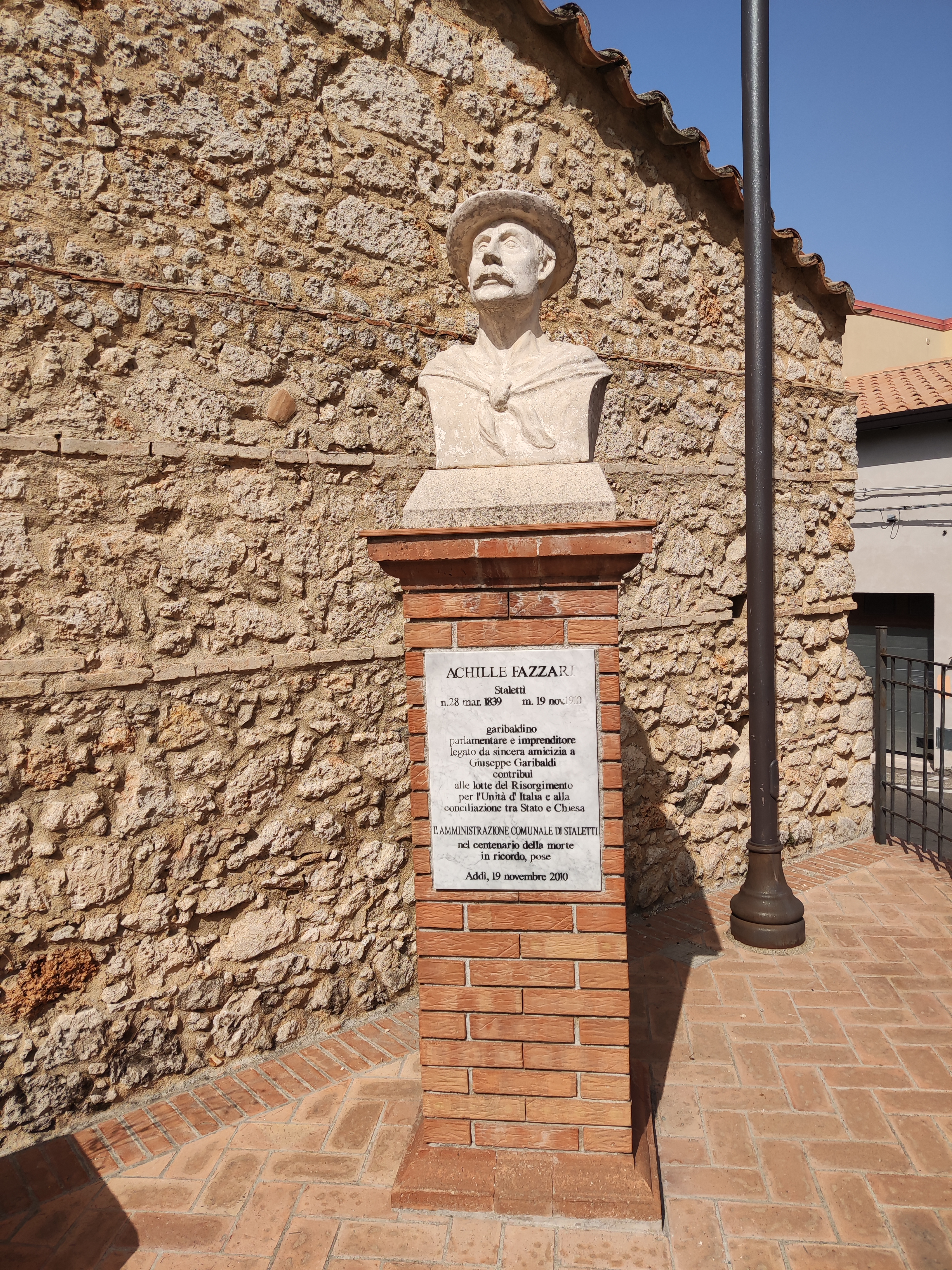
Busto di Fazzari a Stalettì

(Ministro della Pubblica Istruzione Ferdinando Martini)
Achille Fazzari (Stalettì, 28 marzo 1839 – Stalettì, 20 novembre 1910) è stato un politico italiano.

## Biografia
Figlio di Annunziato Fazzari e di Maria Fulciniti. Il padre prese parte ai moti di Reggio di Calabria del 1847.
Nel 1851 fu condannato a morte, pena poi convertita in 25 anni di reclusione a causa della sua complicità nel "misfatto di attentato contro la sicurezza interna dello Stato avendo fatto parte di banda armata organizzata per distruggere e cambiare il governo".
Per problemi economici Achille non poté avere una istruzione superiore. Emigrò in America con la qualifica di sarto.
Negli anni tra il 1870 e 1874, fece costruire nel centro di Catanzaro un Palazzo, oggi noto come Palazzo Fazzari, interessante realizzazione dell'architetto fiorentino Federico Andreotti.
Sposerà Manny Rossi, figlia del Senatore catanzarese Giuseppe Rossi, dalla quale avrà sei figli: Moltke, Corrado, Spartaco, Gemma, Maria ed Elsa.
Elsa sposerà in sequenza: Foscolo e Cairoli due dei quattordici figli di Stefano Canzio e Teresa Garibaldi (figlia di Giuseppe Garibaldi).

## L'attività militare
Nel 1857 fu arruolato nell'esercito borbonico da cui diserta nel 1860 per passare con le truppe garibaldine.
Nella battaglia del Volturno avrebbe catturato 100 borbonici muniti di cannone con alcuni garibaldini muniti solo di fucile.
Con il grado di maggiore partecipa nel 1867 alla Campagna dell'Agro Romano per la liberazione di Roma, nella quale viene ferito ad una gamba. Viene curato da un papalino svizzero.

## L'attività politica
Il 7 gennaio 1875 viene eletto alla Camera dei deputati nel collegio di Chiaravalle Centrale.
Fu dichiaratamente monarchico e colonialista.
Si ripresenta alle elezioni con successo alla XVI legislatura.
Si dimette il 12 giugno 1887 a causa della non volontà di riconciliazione del papa con lo stato italiano.

## Le attività economiche
(De Giorgio nella rivista Il Cimento del 1973)
Conclusa la sua esperienza politica si dedica ai suoi possedimenti in Calabria, acquistati già nel 1875, nell'area della Ferdinandea e di Mongiana: dove acquistò una villa, terreni, boschi, una segheria, due altiforni, miniere di gesso e ferro.
Poté portare avanti le sue attività grazie ai prestiti della Banca nazionale toscana e della Banca Romana fino allo scandalo di quest'ultima nel 1892.
In seguito fece causa alla Banca d'Italia poiché essa non volle concedere ciò che restava del prestito di 5.000.000 di lire che la Banca Romana le aveva concesso lasciando Fazzari con 3.800.000 anziché che con la somma pattuita.
Nel 1875 fece costruire nell'area della Ferdinandea e dello Stilaro per le sue attività 32 chilometri di ferrovia, 5 km di funicolare e un piccolo porto commerciale nei pressi di Monasterace.
Nel 1904 fece analizzare le acque della Mangiatorella ed in seguito realizzò l'omonimo stabilimento di acqua minerale.
Nella villa di Ferdinandea, possedeva una collezione di reperti ed oggetti d'arte, nonché una biblioteca, vi furono ospiti: Luigi Lodi, Giovanni Giolitti, Matilde Serao, Rocco De Zerbi ed altri.
Fonda il giornale Il Torneo nel maggio del 1892 ma cessa di essere pubblicato 7 mesi dopo.

## Morte
Nell'ultimo periodo della sua vita soffrì di infiammazione dei reni, il suo ultimo articolo di valenza politica è La Costituente, comparso sulla Nuova Antologia del 16 maggio 1900.
Muore a Copanello, frazione di Stalettì la sera del 20 novembre 1910.

## Opere
- A proposito dei provvedimenti finanziari. Idee di un agricoltore e pescatore, Roma. s. d. [ma 1894];
- Statuto per la istituzione di una colonia di pescatori e agricoltori nel golfo di Squillace, ibid. 1894;
- Cinque lettere con le quali A. Fazzari ha inviato lo statuto per la colonia nel Golfo di Squillace, ibid. 1894;
- Il matrimonio annullato di Garibaldi, ibid. 1909.